# Verdrag van Portsmouth

Van links naar rechts de Russen Korostovetz, Nabokov, delegatieleider Sergei Witte, Roman Rosen en Plançon tegenover de Japanners Adachi Mineichiro, Ochiai Kentaro, delegatieleider Komura Jutarō, Takahira Kogoro en Aimaro Sato.

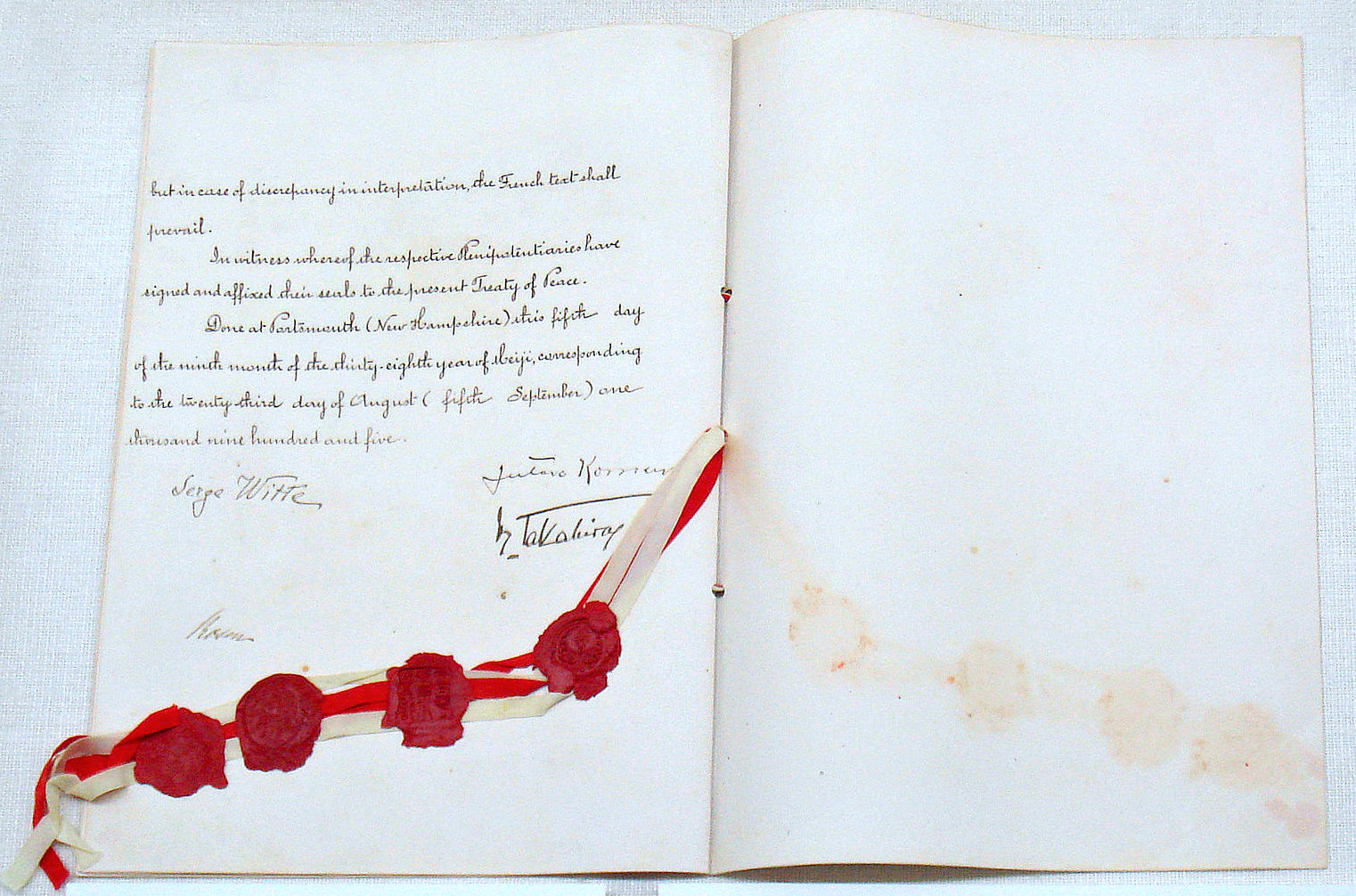
Het getekende verdrag.

Het Verdrag van Portsmouth (5 september 1905) betekende het einde van de Russisch-Japanse Oorlog. Het verdrag werd getekend op de scheepswerf van Portsmouth, New Hampshire door Sergej Witte en Roman Rosen aan Russische zijde en Komura Jutaro en Takahira Kogoro aan de Japanse kant. Het verdrag kwam tot stand door bemiddeling van Theodore Roosevelt die hiervoor de Nobelprijs voor de Vrede kreeg.

## Afspraken
In het verdrag werd geregeld dat Japan en Rusland zich zouden terugtrekken uit Mantsjoerije en dat de soevereiniteit terug ging naar China. Beide landen beloofden de commerciële belangen van andere landen in dit gebied niet te hinderen.
Rusland erkende dat Korea onder de invloedssfeer van Japan viel.
Japan nam de pachtovereenkomst van Rusland en China over en kreeg hiermee het recht het schiereiland Liaodong met de haven van Port Arthur en Talien te gebruiken. Het mocht ook het strategisch belangrijke zuidelijk deel van de Russische Trans-Mantsjoerische spoorlijn behouden. Verder kreeg het de zuidelijke helft (het gebied onder de 50e breedtegraad) van het eiland Sachalin.
Tot slot werden de commerciële relaties zoals die bestonden voor de oorlog hersteld, kregen Japanse vissers rechten om voor de kust van Rusland 
te vissen en werden de krijgsgevangenen uitgewisseld.

## Taft-Katsuraovereenkomst
Behalve de overeenkomst tussen Russen en Japanners omvatte het verdrag ook de formele ratificatie van de Taft-Katsura overeenkomst die inhield dat de Verenigde Staten zich niet met Korea zouden bemoeien als Japan de Amerikaanse interesses in de Filipijnen ongemoeid zou laten. De overeenkomst was al eerder gesloten en markeerde de koloniale invloedssferen van beide landen.

## Gevolgen in Japan
Hoewel het verdrag erg voordelig voor Japan was, waren het Japanse publiek nog grotere voordelen voorgespiegeld. De ontgoocheling leidde tot de Hibiya-rellen waardoor het kabinet van Katsura Tarō op 7 januari 1906 ten val kwam.

## Diversen
In 1906 kreeg de Amerikaanse president Theodore Roosevelt voor zijn inzet voor het vredesverdrag de Nobelprijs voor de Vrede. Hij is overigens nooit in Portsmouth geweest tijdens de onderhandelingen.